# Monotype Imaging
Monotype Imaging Holdings Inc. ist ein Unternehmen, das sich auf den digitalen Schriftsatz und die Gestaltung von Schriften für Geräte der Unterhaltungselektronik spezialisiert hat. Das in Delaware gegründete Unternehmen mit Hauptsitz in Woburn im US-Bundesstaat Massachusetts, ist für eine Reihe von wichtigen Entwicklungen in der modernen Drucktechnik verantwortlich, insbesondere für die Monotype-Setzmaschine, einen vollmechanischen Heißmetallsetzer. Es ist der Nachfolger von Lanston Monotype Machine Company in Philadelphia, Pennsylvania und Monotype Corporation Limited in Salfords, im Vereinigten Königreich. Diese beiden Unternehmen entwickelten zwischen 1897 und den 1970er Jahren zahlreiche Schriften, darunter zum Beispiel Times New Roman, und brachten viele alte Schriften wie wichtige Überarbeitungen von Garamond, Baskerville, Bembo und vielen anderen ins Bewusstsein. Der Einfluss des Typografieberaters Stanley Morison war hier wichtig.

## Geschichte
Das 1887 in Philadelphia von Tolbert Lanston als Lanston Monotype Machine Company gegründete Unternehmen wurde nach mehreren Aus- und Umgründungen (unter anderem Monotype Typography) 1998 von Agfa-Gevaert übernommen. Kurz darauf, 1999, folgte die Auslagerung der Schriften- und Typographie-Sparte in die neu gegründete Agfa Monotype Corporation. 2004 wurde Agfa Monotype mehrheitlich an die Beteiligungsfirma TA Associates verkauft und führt heute den Namen Monotype Imaging.
Die Geschäftsfelder von Monotype Imaging sind der Vertrieb bzw. die Lizenzierung von digitalen Schriften und die Entwicklung von Drucker- und Displaytreibern zur Darstellung digitaler Schriften, insbesondere im Auftrag von namhaften Herstellern von Betriebssystemen oder Mobilgeräten wie Mobiltelefonen.
Seit August 2006 gehört die Schriftenfirma Linotype GmbH aus Bad Homburg vor der Höhe in Deutschland zunächst unter Fortführung des eigenen Firmennamens zum Unternehmensverbund Monotype Imaging Inc. Ab 2013 firmiert die Linotype GmbH als Monotype GmbH.
Durch Übernahmen wie International Typeface Corporation, Bitstream, FontShop, URW und Hoefler & Co. hat das Unternehmen die Rechte an wichtigen Schriftfamilien wie Helvetica, Franklin Gothic, Optima, Avant Garde, Palatino, FF DIN und Gotham erworben. Es ist Eigentümer von MyFonts, das von vielen unabhängigen Schriftdesignstudios verwendet wird. Das Unternehmen ist im Besitz von HGGC, einer privaten Beteiligungsgesellschaft.